# Dan Wolgers

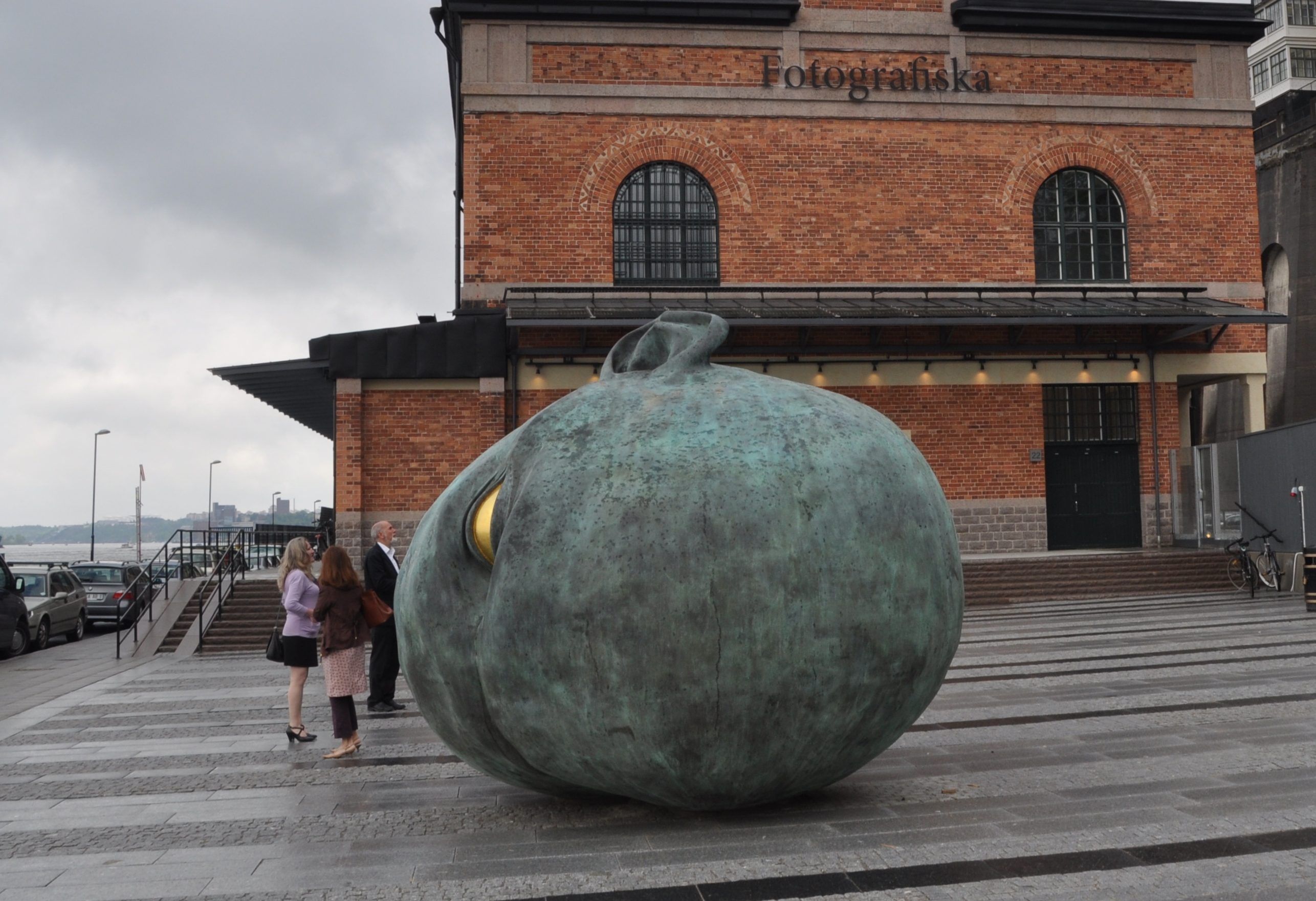
Torso, utanför Fotografiska i Stockholm 2010.

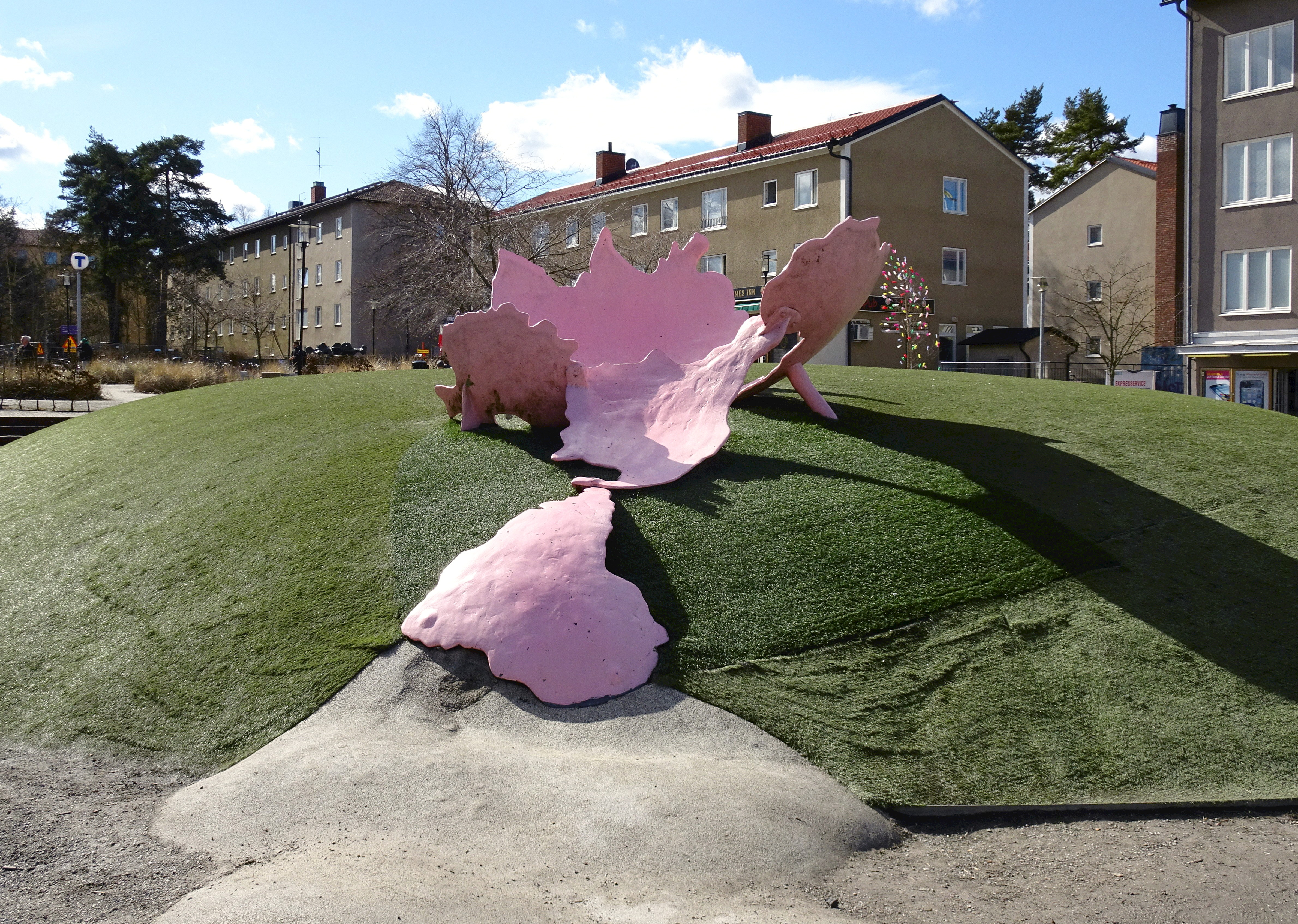
Stortusan, lekplats i Bagarmossens centrum, 2008. En prinsesstårta av konstgräs med en marsipanros av glasfiber vars blad utgörs av jordens kontinenter.

Dan (Per Daniel) Wolgers, född 7 december 1955 i Maria Magdalena församling i Stockholm, är en svensk konceptkonstnär. Wolgers är känd för sitt konceptuella men ofta lekfulla och milt provocerande konstnärskap, syftande till eftertanke hos betraktaren. Han arbetar ofta med olika vardagsföremål, readymades och med drastiska verk i dadaistisk tradition. Wolgers överraskar återkommande betraktaren genom att ifrågasätta konsten, konsthandeln och vad som är äkta eller falskt inom konsten. Dramatisk chockverkan har stundom uppstått i mötet med publiken. Marcel Duchamp, Chris Burden och Hiroshi Sugimoto är några av förebilderna. År 1992 fick Dan Wolgers uppdraget att formge omslaget till Stockholmsdelen (K–Ö) av Gula Sidorna, telefonkatalogen. Istället för ett vanligt motiv valde han att trycka sitt eget namn och telefonnummer på framsidan – vilket resulterade i att hans ateljé blev totalt nerringd efter katalogens utgivning i februari 1992
Museimannen Björn Springfeldt om Dan Wolgers: ”Få konstnärer jag känner, eller ens känner till, har en sådan utväxling som Dan Wolgers i sina verk i förhållandet mellan måttfullheten i det materiella uppbådet och det antal frågor och resor i känsla och tanke, som verken ger upphov till.” 

## Uppväxt och familj
Dan Wolgers är mellerst i en syskonskara om fem varav två systrar som även de blev konstnärer. Han är uppväxt på Bastugatan 27 högst upp på Mariaberget i Stockholm och på Dalarö Strandväg 1 i Stockholms skärgård där familjen tillbringade nästan all fritid. De ålderdomliga miljöerna på dessa platser var stadda i stark förändring i brytningstiden mellan det förmoderna och det moderna vilket från tidiga år lade grunden för Wolgers intresse för tingens sinnesinverkan och för färg och form. Omställningar i den yttre miljön och i tidsandan kom i samsvängning med spänningar och oro inom familjen. Att de båda yngre syskonen föddes hemma i hela familjens närvaro var en för Wolgers uppväxt karakteristisk händelse där vardagen präglades av konventioner och brott mot konventioner i ständigt pågående kraftspel. Förskoleårens besök på det då nyligen öppnade Moderna museet i Stockholm gjorde därför djupt intryck på Wolgers. Han har omtalat att han där fann ställföreträdande föräldrar i konstnärerna och ställföreträdande syskon i besökarna. 
Wolgers lämnade hemmet vid sexton års ålder och från gymnasie-examen vid Norra Real 1974 fram till de tidiga tjugoåren arbetade han, av djupt rotat intresse efter uppväxtens erfarenheter, inom barnomsorgen på daghem och förskolor runtom i Stockholmsområdet. År 1977 lämnade Wolgers planerna på att utbilda sig till barnpedagog sedan han, som han har uttryckt det ”nåddes av en plötslig och isande insikt om att jag fick ut mycket mer av barnen än vad barnen fick ut av mig”. 

## Under konstutbildningen
Efter brottet med barnpedagogiken tog Wolgers upp sin håg för hantverk och bruksting sedan barndomens intryck från vardagen på Dalarö och från besöken på Stockholms museer. Han sökte till Nyckelviksskolans trälinje 1977-78 eftersom han inledningsvis siktade på möbelsnickeri och formgivning. Under vårterminen där råddes han emellertid av sin huvudlärare konstnären Björn Öhlander att istället söka sig till Kungl. Konsthögskolan (Mejan) vilket för Wolgers blev förlösande.  Som förberedelse inför ansökan till Kungl. Konsthögskolan skulpturlinje gick Wolgers ett år vid Grundskolan för konstnärlig utbildning (Grundis) 1978-79. Men då skolan huvudsakligen undervisade i måleri kom det vid läsårets slut att saknas skulpturer till ansökningsprover till Mejan. Wolgers hyrde därför ett gammalt stall inne på gården till en rivningsfastighet på Klara Norra Kyrkogata 27 i Stockholm, där han bodde i gathuset samman med sedermera hustrun Elisabet, för att där framställa tredimensionella arbetsprover. I stallet upprättade han en primitiv snickarverkstad och tillverkade under vintern skulpturer av rivningsvirke till Kungl. Konsthögskolan och sökte våren 1980 till skolans linje för skulptur. Han antogs istället till linjen för måleri. Denna missräkning kom att i positiv mening bli avgörande för Wolgers utveckling i det att kom att hamna mellan två discipliner utan lojalitet eller skyldigheter mot någondera och upplevde sig stå fri.
Redan första terminen kom Wolgers att ställa ut på skolans galleri och han har sedan dess haft i stort sett en separatutställning om året, förutom otaliga samlingsutställningar. 
När Wolgers hade sin första separatutställning i januari 1982, i egen regi i en gammal mjölkbutik, besökte museimannen Pontus Hultén utställningen och han blev den förste att köpa något av Wolgers och livslång vänskap uppstod. Efter ytterligare ett par separatutställningar i egen regi (i maj 1982 och mars -83) i det förfallna och numera rivna lusthuset i Moderna museets trädgård blev Wolgers närmad av galleristen William Aronowitsch vilken erbjöd honom att ställa ut hos honom på Galerie Aronowitsch på Sturegatan 24 i Stockholm. Där fick Wolgers de följande åren möta den tidens bildade samlare och ledande konstnärer och en ny expansiv fas inleddes till följd av det stöd han fann där. Vid denna tid kom också galleristen Anders Tornberg att erbjuda Wolgers att ställa ut på hans Anders Tornberg Gallery i Lund och ytterligare en ny krets med nya miljöer öppnade sig. Också Espen Ryvarden på Galleri Riis i Oslo kom att från sommaren 1985 bli ett stort stöd och en personlig vän varpå följde ett antal utställningar på galleriet. Det stora stödet i övrigt under studieåren var konstnären Hans Viksten, professor i måleri vid Kungl. Konsthögskolan. Med sin obrottsliga lojalitet mot konsten gav Viksten stadga åt Wolgers rotlöshet vid skolan.
Under studieåren vid Kungl. Konsthögskolan 1980-85 extraknäckte Wolgers på Moderna museet som assistent till gästande konstnärer och som allt-i-allo i museets verkstäder och utställningssalar. Wolgers har uttryckt det som att han hade tre skolor – Kungl. Konsthögskolan, Galerie Aronowitsch och Moderna museet.

## Efter konstutbildningen
Hans Vikstens stöd och hans förtroende för Wolgers fick till följd att han insisterade på och genomdrev att Wolgers (under både lärarkårens och Wolgers protester) skulle vikariera för honom på skolan året efter att Wolgers gått ut. Wolgers blev sedermera ordinarie professor på Kungl. Konsthögskolan 1995 men avsade sig professuren 1998 då det fordrades av professorerna att de skulle anpassa undervisningen till Bolognaprocessens krav 
Åren efter studierna vid Kungl. Konsthögskolan följde utställningar i större och mindre sammanhang, bl.a. Borealis 2 på Henie-Onstad Kunstsenter sommaren 1985 där de deltagande konstnärerna uppmanades att sätta samman sina konstverk av förgängliga material funna på platsen. Wolgers satte samman en stor streckgubbe av murkna hässjestörar och sjösatte den i Oslofjorden där den sjönk till botten under vernissagen. Wolgers insats mottogs väl vilket styrkte honom i hans fortsatta verksamhet de följande åren hos exempelvis Anders Tornberg och William Aronowitsch förutom vid samlingsutställningar i Sverige och utomlands. 
Runt 1990 kom Wolgers i kontakt med galleristen Lars Bohman (de kom sedan att samarbeta under ett par decennier) efter att Aronowitsch uppmanat sina konstnärer att finna nya gallerister eftersom han avsåg att stänga galleriet. Wolgers hade mottagit ett stipendium om 50.000 kronor och han föreslog för Bohman att för dessa pengar uppdra åt den för Wolgers obekanta reklambyrån Rififi att kreera och producera vad de ville i hans namn men helt utan hans medverkan. Bohman samtyckte och reklambyrån gavs carte blanche av Wolgers men upplystes om att galleriets lokaler stod till förfogande, om de så önskade. Wolgers ovetande, enligt överenskommelse, beslutade byrån att göra en utställning på Galleri Lars Bohman. Till den så småningom bekantgjorda vernissagen av utställningen kom Wolgers en timme efter öppningen för att signera och sätta priser på de främmande föremål som han fann där. Reklambyråns förberedande skalmodell av utställningen finns i Malmö Konstmuseums samlingar och Wolgers kvitto i Moderna museets samlingar. 
Vid samma tid som Rififi-utställningen blev Wolgers känd också för omslaget till Stockholms telefonkatalog 1992 (Gula sidorna, K–Ö), på vilket han lät trycka sitt namn och sitt telefonnummer till ateljén. Telefonkatalogen, vars upplaga var 1.100 000 exemplar, säljs sedan dess på kvalitetsauktioner och finns bland annat på Moderna museet (Wolgers privata exemplar) och på Museum of Modern Art i New York. 
Våren 1992 deltog Wolgers i en utställning i Wanås slottspark länk. Några dagar före vernissagen tömde Wolgers sin ateljé på allt arbetsmaterial, på alla färdiga och ofärdiga, signerade och osignerade konstverk och behöll endast sina verktyg och för ateljéarbetet oumbärliga möbler och körde under natten ned alltihop till Wanås. Vid framkomsten i gryningen lastade han ur allt på marken under bar himmel innanför en bräsch i muren som omgärdar parken och kallade installationen Allt är förlåtet. När hösten kom fanns efter publikens plundring under sommaren endast några övervuxna plastspyor kvar i gräset. Sedan 2010 ingår Allt är förlåtet i Wanås fasta samlingar och en verkskylt utmärker numera platsen för det för blotta ögat osynliga konstverket. 
Till hösten 1992 hade Wolgers blivit inbjuden att delta i en samlingsutställning på Liljevalchs konsthall i Stockholm. Istället för att yrka på utställningsersättning utverkade Wolgers intendent Philippe Legros tillstånd att utan någon särskild orsak få låna ett par bänkar från utställningssalarna, vilka han därefter sålde på stadsauktion hos Stockholms Auktionsverk 27 oktober -92. Detta till konsthallsledningens förtjusning då den mediala uppmärksamheten som följde orsakade rusning till utställningen (där likväl inget annat av Wolgers fanns att se än ett tomrum). Efterhand visade sig bänkarna ha hamnat på en frisersalong vilken med vinst lät Liljevalchs köpa tillbaka dem. Liljevalchs placerade dem omgående i utställningen dock i en annan sal än Wolgers egen efter att han framhållit att hans konstnärliga gärning i utställningen redan var komplett.  Bänkarna placerades på ett fundament omgärdat av rep och en stor mängd pressklipp på socklar skildrande händelseförloppet. Gärningen föll dock under allmänt åtal och Wolgers blev i september 1993 fälld i Stockholms tingsrätt för förskingring med villkorlig dom och 60 dagsböter à 40 kronor vilket kungjordes i dagspressen. När domen kom med posten i Wolgers brevlåda dagen efter signerade han det oöppnade kuvertet och sålde det samma dag via sin norske gallerist Espen Ryvarden på Galleri Riis till en norsk samlare för 20 000 kronor och kunde på så sätt finansiera sin förestående utställning på galleriet samt böterna. Kuvertet har genom åren vandrat mellan skilda ägare vilka har laborerat med värdet. 
I december 1992 deltog Wolgers i Sydneybiennalen. Under inverkan av den alltmer förtätade atmosfären i utställningssalarna ju mer utställningen färdigställdes slog han, som sitt enda bidrag, till sist in alla trådarmerade fönsterrutor från utsidan, ett hundrafemtiotal, i sin del av utställningslokalerna (släggan finns i Moderna museets samlingar). Ljus, luft och ljud från staden strömmade in och insatsen blev så uppskattad att Wolgers slapp betala för att reparera skadorna. Penningbidraget från Konstnärsnämnden som Wolgers erhållit för eventuella kostnader lämnade han tillbaka efter att nämnden först öppnat ett konto för tillbakalämnade bidrag, en aldrig tidigare förekommen händelse.
Vid mitten av 90-talet kom Wolgers att lämna denna art av verkningsfulla och uppmärksammade aktioner då han fann att de störde såväl det egna ateljéarbetet som undervisningen sedan han tillträtt professuren i fri konst vid Kungl. Konsthögskolan 1995. Det sista han kan sägas ha gjort vid denna tid i denna räcka av verk i stark dialog med publiken är sviten HÄR SLUTAR ALLMÄN VÄG, omfattande fem mycket stora fotoförstoringar av den bekanta vägskylten vilken markerar gränsen mellan allmän väg och enskild väg. 

## De senare åren
De följande decennierna har Wolgers vidmakthållit sin konceptuella hållning och han har återkommit nästan årligen med separatutställningar med variationer på sina ämnen. Motiv och metoder från ungdomsåren återkommer samtidigt som nya motivkretsar, metoder och material utvecklats, såsom brons och grafik. 
I samband med att Wolgers i slutet av 00-talet förvärvade bostad och ateljé på en udde i havet på Gotland kom han i kontakt med grafikern och tryckaren Peter Ragnarsson i Hemse och har i hans verkstad gjort en lång rad konceptuellt betonade grafiska blad och printar, ofta i form av sviter med strängt hållna teman.

## Utställningar och kataloger i urval
Wolgers deltog i Aperto på Venedigbiennalen 1990.
Under Absolut Vodkas världsomspännande reklamkampanj Absolut Originals visades på Louvren  år 2000 Wolgers bidrag Absolut Wolgers - en tom Absolut Vodkaflaska uppträdd på en kopia av Marcel Duchamps flasktorkare, vilken aldrig existerat som absolut original. 
Wolgers hade en heltäckande retrospektiv utställning i hela Liljevalchs konsthall 2001 med en katalog som avbildade samtliga konstverk som han dittills hade framställt och samtliga var också med i utställningen. 
År 2013 sammanställde Wolgers en pocketbok på Orosdi-Back förlag vilken han kallar sitt ”testamente”. I samband med bokreleasen visade han en retrospektiv med de flesta av konstföremålen i pocketboken, ett sjuttiotal, de vilka Wolgers hade i sin ägo. Moderna museet förvärvade alla föremålen och de har sedan dess inte synts till. 
På Spritmuseum i Stockholm visades 2016 en retrospektiv där urvalet var gjort av författaren Lena Andersson  som också skrev texter om varje enskilt konstföremål i boken Egentligheter: Om konst och filosofi . 
Till en retrospektiv utställning på Falsterbo konsthall 2022 sammanställde curatorn och konstnären Johan Petterson ett antal samtal med Wolgers under par år till en faktatät och informationsrik dialog i boken Elementa Dan Wolgers i samtal med Johan Pettersson, Falsterbo konsthall 2021. ISBN 9789198486278
Till den konceptuella separatutställningen Hot Set som var Wolgers första utställning hos Henning Hummerdahl på Galleri Hedenius på Sturegatan 36 i Stockholm år 2023, satte Wolgers och formgivaren Björn Kusoffsky  (grundare av Stockholm Design Lab) ihop en originell utställningskatalog vilken vann Silverägget vid Guldäggsutdelningen 2024.

## Konstnärliga uppdrag i urval
Dan Wolgers har suttit i styrelsen för bl.a. Moderna museet samt för Sveriges Allmänna Konstförening (SAK) och han var där verksam med bl.a. utställningar och en serie offentliga samtal med kulturpersonligheter. Wolgers har suttit i ett antal stipendienämnder genom åren och däribland kan nämnas Maria Bonnier Dahlins stiftelse där han under nästan två decennier var enda konstnär i styrelse och jury. Han är medlem av Vestrogotiska Patafysiska Institutet och var under många år verksam i redaktionen för dess vilande tidskrift VPI Talar. Wolgers undervisade i måleri vid Konstfack 1993-95 och var professor i fri konst vid Kungl. Konsthögskolan 1995-98. Genom åren har Wolgers handlett ett antal unga studenter och konstnärer ideellt.
Som den förste någonsin avsade sig Wolgers efter tjugo år i Konstakademien sitt ledamotskap år 2019, efter flera års fruktlösa försök att reformera verksamheten där.

## Stipendier och priser i urval
Wolgers har genom åren mottagit många stipendier och priser, däribland Anders Sandrews stiftelse 1982, Finans-Scandics stipendium 1986, Beckers konstnärsstipendium 1989, Edstrandska stipendiet 1993, Moderna Museets Vänners skulpturpris - K. A. Linds hederspris 1999, Barbro & Holger Bäckströms stipendium 2001, Konstnärsnämndens Stora stipendiet inom bild och form 2002, Höckerts pris samt Prins Eugen-medaljen för framstående konstnärlig verksamhet år 2008.

## Gallerier
Galleri Hedenius i Stockholm är från 2023 Wolgers fasta galleri och han har där sedan dess haft flera separatutställningar och deltagit i galleriets samlingsutställningar.
Sedan mitten av 80-talet har Dan Wolgers återkommande haft separatutställningar på följande gallerier:
- Galerie Aronowitsch, Stockholm
- Anders Tornberg Gallery, Lund
- Galleri Lars Bohman, Stockholm
- Galleri Riis, Oslo och Stockholm
- Galleri Arnstedt, Östra Karup
- Galleri Magnus Karlsson, Stockholm
- Bohman-Knäpper, Stockholm
- Galleri Hedenius, Stockholm

## Offentliga verk i urval
- Barnens lekplats, natursten och galvaniserat järn, på lekplats för barnpatienter på Södersjukhuset i Stockholm, 2000.
- Vanitasgrupp i regeringskansliets fönster på Fredsgatan 8, 2001.
- Krucifix i Västerkyrkan i Lund, 2003
- Svinesund gränsstation, 2005. Tusentals fjärilar med vingar av färgeloxerad aluminium utformade som Sverige och Norge utspridda över hela kontrollområdet.
- Stortusan, lekplats i Bagarmossens centrum (i samarbete med landskapsarkitekt Petter Hauffman), 2008.
- Torso, brons, 2010, utanför Fotografiska i Stockholm.

Dan Wolgers är, förutom i otaliga privatsamlingar som exempelvis Ståhl Collection, representerad vid bland annat Moderna museet och Museet för nutidskonst Kiasma, Göteborgs konstmuseum samt Malmö museum.

## Släkt
Dan Wolgers är son till ingenjör och långseglare Stig Wolgers (1924 - 2003) och inredningsarkitekt Kerstin Hellström (1926 – 2012) i äktenskap som inleddes 1949 och upplöstes 1967. Dan Wolgers är mellerst i en syskonskara om fem. Gift sedan 1982 med Karin Ingegerd Elisabet Dagsdotter, f. Berge (1951 -), leg. psykolog, leg. psykoterapeut och psykoanalytiker (IPA), med vilken han har sönerna Dag Axel Wolgers (1983 -), arkitekt, samt Fred William Wolgers, (1987 -), industridesigner.
Dan Wolgers är bror till Anna Tegeström Wolgers, kusin till Tom Wolgers samt brorson till Beppe Wolgers. Teodor Wolgers  är kusinbarn.